# Isàgores
Isàgores (Isagoras, Ἰσαγόρας) fill de Tisandre, fou un noble atenenc d'una destacada família, segons Heròdot.
Quan Cleòmenes I d'Esparta va anar a Atenes el 510 aC per expulsar a Híppies, va establir llaços d'hospitalitat i amistat amb Isàgores, però aquest va sospitar una intriga entre la seva dona i el rei espartà. Després apareix com a cap del partit oligàrquic oposat a Clístenes i quan va considerar que aquest era massa poderós va cridar en ajut a Cleòmenes però l'intent espartà d'establir l'oligarquia a Atenes va fracassar i quan Cleòmenes va envair Àtica per donar el poder a Isàgores, també va fracassar quan els corintis i el seu col·lega Demarat es van retirar.